# Gary Kirsten
Gary Kirsten (23 de noviembre de 1967) es un entrenador de críquet de sudafricano y exjugador de críquet. Kirsten fue el entrenador del equipo de criquet de India desde 2008 hasta 2011, y ganó la Copa Mundial de Críquet de 2011. Fue nombrado entrenador del equipo de cricket de Sudáfrica en junio de 2011 y dimitió en agosto de 2013. Jugó 101 partidos de Test Cricket y 185 One Day International para Sudáfrica entre 1993 y 2004, principalmente como bateador de cricket de apertura.

## Carrera internacional
Kirsten hizo su debut en Test Cricket contra Australia en Melbourne en 1993. El 14 de diciembre de 1993, hizo su debut en One Day International con Sudáfrica contra Australia.
Kirsten ha anunciado su retiro del críquet internacional al final de la gira por Nueva Zelanda en 2004. En 2007, el BCCI anunció el nombramiento de Kirsten como entrenador del equipo de críquet indio durante dos años. En enero de 2018, Royal Challengers Bangalore nombró a Kirsten como su entrenador de bateo.